# Song bao Trung Bộ
Song bao Trung Bộ (danh pháp: Diplycosia annamensis) là một loài thực vật có hoa trong họ Thạch nam. Loài này được Sleumer miêu tả khoa học đầu tiên năm 1957.